# Ivan Oechov
Ivan Sergejevitsj Oechov (Russisch: Ива́н Серге́евич У́хов) (Tsjeljabinsk, 4 april 1986) is een Russische hoogspringer. Met zijn persoonlijke records van 2,41 m outdoor en 2,42 indoor is hij Russisch en Europees recordhouder en behoort hij tot de beste hoogspringers ter wereld. In 2009 werd hij Europees indoorkampioen, gevolgd door de wereldindoortitel in 2010. Oechov vertegenwoordigde zijn vaderland bij de Olympische Spelen van 2012 (Londen) en won daar de gouden medaille. Deze medaille moest hij enkele jaren later weer inleveren, omdat hij deel bleek te hebben uitgemaakt van het Russische dopingprogramma.

## Biografie

### Van discuswerpen over op hoogspringen
Oechov richtte zich aanvankelijk op het discuswerpen, maar stapte in 2004 over op hoogspringen. Zijn persoonlijk record, dat in dit jaar op 2,10 stond, verbeterde hij in 2005 naar 2,30. Had hij in 2004 nog met weinig succes deelgenomen aan de wereldkampioenschappen voor junioren in Grosseto, waar hij zich met 2,10 niet wist te plaatsen voor de finale, het jaar erop werd hij Europees jeugdkampioen in Kaunas door als enige over 2,23 te springen. Met dezelfde hoogte werd hij vierde op de universiade dat jaar.
In 2006 won Oechov vervolgens het hoogspringen op de wedstrijd om de Europese indoorbeker in het Franse Liévin, door de Italiaan Andrea Bettinelli (zilver) en de Spanjaard Javier Bermejo te verslaan.

### Dronken
Op 2 september 2008 zorgde Oechov voor controverse door tijdens de Athletissima meeting in Lausanne kennelijk dronken op de piste te staan. Bij een van zijn pogingen zette hij van te ver zijn sprong in, kwam onder de lat uit en viel op de mat. Hij moest door zijn coach van de piste geleid worden.
De door deze affaire opgelopen deuk in zijn imago streek hij het jaar erop weer glad. Eerst leverde hij op 26 februari 2009 bij indoorwedstrijden in Athene een absolute topprestatie door 2,40 hoog te springen, een verbetering van zowel zijn persoonlijke als zijn eigen Russische record. Op de wereldranglijst aller tijden, die met 2,44 wordt aangevoerd door Javier Sotomayor, klom Oechov ermee naar de vierde plaats, die hij deelt met de Amerikaan Hollis Conway. Vervolgens werd hij begin maart op de Europese indoorkampioenschappen in Turijn kampioen met een sprong over 2,32. Hij was de enige van het gezelschap die de 2,30-grens wist te overbruggen.

### Na Europees ook wereldindoorkampioen
Na zijn eerdere Europese indoortitel bewees Ivan Oechov, dat hij ook op wereldniveau de beste indoor-hoogspringer is. Tijdens de WK indoor in Doha, de hoofdstad van Qatar, was hij van alle hoogspringers veruit de sterkste. Als enige overbrugde hij de 2,36. Zijn landgenoot Jaroslav Rybakov, die in 2009 in de buitenlucht wereldkampioen werd, kwam met 2,31 nog het dichtst in de buurt van zijn landgenoot en werd tweede.
Vervolgens kreeg Oechov, die bij de wereldkampioenschappen van 2009 in Berlijn niet verder was gekomen dan een tiende plaats, in Barcelona bij de Europese kampioenschappen van 2010 een nieuwe kans om aan te tonen, dat hij ook in de buitenlucht zijn mannetje stond. Die kans greep hij, al ging in de Spaanse stad het goud niet naar hem, maar naar zijn verrassende landgenoot Aleksandr Sjoestov. Beiden passeerden als enige twee hoogspringers de 2,30-metergrens, maar met 2,33 deed Sjoestov dat nog net even beter dan Oechov, die met 2,31 nochtans de zilveren medaille veroverde.

### Olympisch goud
Op de Olympische Spelen van 2012 in Londen plaatste Oechov zich met 2,29 in de kwalificatieronde voor de finale. Hierin ging hij als enige over 2,38 en won zodoende de gouden medaille. Het zilver ging naar de Amerikaan Erik Kynard, die tot 2,33 kwam. Het brons werd gedeeld door een drietal hoogspringers die allen in één poging over 2,29 gingen. Begin 2019 werd hem de Olympische titel echter weer afgenomen naar aanleiding van zijn dopingschorsing.

### Gepakt op doping
Begin 2019 werd er door het CAS (Arbitragehof voor de Sport) een dopingschorsing van vier jaar aan Oechov opgelegd. Al zijn tussen 16 juli 2012 en 31 december 2015 werden geschrapt. Uit de grootschalige dopingstudie van professor Richard McClaren in opdracht van het WADA was namelijk gebleken, dat Oechov deel had uitgemaakt van het Russische staatsdopingprogramma.

## Titels
- Olympische kampioen hoogspringen - 2012
- Wereldindoorkampioen hoogspringen - 2010
- Europees indoorkampioen hoogspringen - 2009
- Russisch indoorkampioen hoogspringen - 2007, 2009
- Europees jeugdkampioen hoogspringen - 2005

## Persoonlijke records
| Onderdeel              | Prestatie   | Datum            | Plaats     |
| ---------------------- | ----------- | ---------------- | ---------- |
| hoogspringen (indoor)  | 2,40 m (NR) | 25 februari 2009 | Piraeus    |
| hoogspringen (outdoor) | 2,39 m      | 5 juli 2012      | Cheboksary |

## Palmares

### hoogspringen
Kampioenschappen
- 2004: 7e kwal. WK U20 - 2,10 m
- 2005:  EJK - 2,23 m
- 2005: 4e Universiade - 2,23 m
- 2006:  Europese indoorbeker - 2,26 m
- 2006: 12e EK - 2,20 m
- 2006: 5e Wereldatletiekfinale - 2,25 m
- 2009:  EK indoor - 2,32 m
- 2009: 10e WK - 2,23 m
- 2010:  WK indoor - 2,36 m
- 2010:  EK - 2,31 m
- 2011:  EK indoor - 2,38 m
- 2011: 6e WK - 2,32 m
- 2012:  WK indoor - 2,31 m
- 2012:  OS - 2,38 m
- 2013: 5e Universiade - 2,28 m
- 2014:  WK indoor - 2,38 m
- 2014:  EK - 2,30 m

Diamond League-podiumplaatsen
- 2010:  Eindzege Diamond League
- 2010:  Athletissima - 2,33 m
- 2010:  Herculis - 2,34 m
- 2010:  London Grand Prix - 2,29 m
- 2010:  Weltklasse Zürich - 2,29 m
- 2011:  Meeting Areva - 2,30 m
- 2011:  DN Galan - 2,34 m
- 2011:  Weltklasse Zürich - 2,28 m
- 2012:  Athletissima – 2,37 m
- 2012:  Birmingham Grand Prix – 2,28 m
- 2012:  Weltklasse Zürich – 2,31 m
- 2014:  Qatar Athletic Super Grand Prix – 2,41 m
- 2014:  Athletissima – 2,38 m
- 2014:  Herculis – 2,34 m

- World Athletics: 14224358
- Virtual International Authority File: 1061151247931744270000